# Antonio Garove
(Pietro) Antonio Garove oder Garovi (* um 1655 in Bissone; † nach 1717 in Ottobeuren) war ein italienisch-schweizerischer Stuckateur des Frühbarocks. 

## Leben
Seine Laufbahn begann um 1687 in den Schlössern Valtice und Lednice, an deren Bau der Architekt Giovanni Giacomo Tencalla aus Bissone beteiligt war. Um 1693 ist er in Turin. Er schuf die Stuckaturen entlang der Ehrentreppe im Palazzo Carignano zusammen mit Agostino und Stefano Silva aus Morbio Inferiore. Anschliessend im Palazzo Lascaris in Turin unter der Leitung des Stuckateurs Giovanni Battista Barberini aus Laino. Ab 1698 ist er in Wien dokumentiert, wo er, wie in Valtice und Lednice, in einem Palast der Fürsten von Liechtenstein arbeitete. Diesmal in deren Stadtpalais nahe der Hofburg, das ab 1692 nach Plänen von Domenico Martinelli errichtet wurde. 
Pietro Antonio gehörte wohl zum Team von Santino Bussi aus Bissone, der 1698–1701 für die Stuckarbeiten im Palais zuständig war. Garoves Stuckaturen sind in sechs Zimmern erhalten. 1713–1717 ist er im Kloster Ottobeuren anzutreffen, wo in diesen Jahren mehrere Tessiner Stuckateure tätig waren, darunter Carlo Andrea Maini aus Arogno, Francesco Marazzi aus Mendrisio und Giovanni Battista Verda aus Gandria.